# فرودگاه شهری کوولبی
فرودگاه شهری کوولبی (به انگلیسی: Colby Municipal Airport) (به زبان بومی: Shalz Field) یک فرودگاه همگانی بهره‌برداری هوایی با کد یاتا CBK است که یک باند فرود بتن دارد و طول باند آن ۱۵۵۸ متر است. این فرودگاه در کشور ایالات متحده آمریکا قرار دارد و در ارتفاع ۹۷۱ متری از سطح دریا واقع شده‌است.